# You Know You’re Right
You Know You’re Right ist ein Lied der US-amerikanischen Rockband Nirvana. Es erschien am 8. Oktober 2002 als Singleauskopplung aus ihrem Best-of-Album Nirvana, das Ende Oktober 2002 veröffentlicht wurde. Der Song wurde erstmals bereits 1993 live aufgeführt.

## Hintergrund
You Know You’re Right wurde von Nirvana am 30. Januar 1994 in den Robert Lang Studios in Seattle, Washington aufgenommen. Zu jenem Zeitpunkt hatte der Song jedoch noch keinen offiziellen Titel, sondern wurde schlicht als Kurt’s Song #1 auf der Titelliste der Aufnahmesession bezeichnet.
Der Song wurde von Nirvana nur ein einziges Mal, am 23. Oktober 1993 im Aragon Palace in Chicago Illinois, live gespielt. Eine weitere Live-Version des Titels wurde 1995 von Cobains Witwe Courtney Love und ihrer Band Hole bei einem MTV-Unplugged-Auftritt eingespielt.
Jahrelang gab es Irritationen über den ursprünglichen Namen des Songs. Dies rührt daher, dass Nirvana-Schlagzeuger Dave Grohl beim Konzert im Aragon Palace, fälschlicherweise den Titel All Apologies und nicht das von Frontmann Cobain bereits angestimmte You Know You’re Right als letzten Song des Konzerts ankündigte.
Da Grohls Ansage auf Mitschnitten nur schlecht verständlich ist, kam es schnell zu zahlreichen Vermutungen über den Namen des bis dahin unbekannten Songs. So kamen schnell Gerüchte auf, dass der Titel Autopilot oder On a Mountain heißen würde.

## Veröffentlichung
Da es zwischen den übrigen Nirvana-Mitgliedern Dave Grohl und Krist Novoselic sowie Courtney Love zu Streitigkeiten über den Umgang des musikalischen Nachlasses Cobains kam, was unter anderem zu einer Auseinandersetzung vor Gericht zwischen den beiden Streitparteien führte, dauerte es bis zum 8. Oktober 2002, bis You Know You’re Right letztendlich veröffentlicht wurde.
Zum Verkaufsstart der Promo-Single wurde von Chris Hafner ein Musikvideo produziert, welches aus Konzertausschnitten der Band zusammengeschnitten wurde. 

## Kommerzieller Erfolg

### Chartplatzierungen
Die Single erreichte nach ihrer Veröffentlichung Platz 45 der US-Charts und wurde vom Spin Magazin auf Platz 5 der besten Singles 2002 gewählt.
| ChartsChartplatzierungen       | Höchstplatzierung | Wochen |
| ------------------------------ | ----------------- | ------ |
| Vereinigte Staaten (Billboard) | 45 (20 Wo.)       | 20     |

### Auszeichnungen für Musikverkäufe
| Land/Region               | Auszeichnungen für Musikverkäufe (Land/Region, Auszeichnung, Verkäufe) | Verkäufe |
| ------------------------- | ---------------------------------------------------------------------- | -------- |
| Australien (ARIA)         | Gold                                                                   | 35.000   |
| Vereinigte Staaten (RIAA) | Gold                                                                   | 500.000  |
| Insgesamt                 | 2× Gold ·                                                              | 535.000  |

Hauptartikel: Nirvana (US-amerikanische Band)/Auszeichnungen für Musikverkäufe